# Carl Gröpler
Franz Friedrich Carl Gröpler, né le 22 février 1868 à Magdebourg et mort le 30 janvier 1946 à Halle-sur-Saale, est un bourreau prussien actif de 1906 à 1937. Chargé d'exécuter la peine capitale dans les provinces prussiennes, il a exécuté au moins 144 condamnés, principalement par décapitation à la hache mais aussi à la guillotine. Il était l'un des bourreaux les plus célèbres d'Allemagne.

## Biographie
Fils du cheminot Heinrich Gröpler et de sa femme Auguste, née Anton, il est d'abord musicien, puis postier pendant cinq ans. Il se tourne vers la boucherie chevaline et dirige une blanchisserie à Magdebourg,.
Il portait une redingote queue-de-pie, un chapeau haut-de-forme et des gants blancs.
Gröpler est le premier assistant du principal bourreau de Prusse Lorenz Schwietz. Lorsque le bourreau Alwin Engelhardt est démis de ses fonctions en 1906, Gröpler le remplace. Avec son successeur Ernst Reindel, Gröpler est l'un des derniers bourreaux d'Allemagne à exécuter par décapitation à la hache. Selon les circonstances locales, il a également utilisé la guillotine. Theodor Lessing surnomma Gröpler (qui avait exécuté Fritz Haarmann en 1925) « le juge rouge ».
En avril 1924, Gröpler signe un engagement qui fait de lui le seul bourreau du nord de l'Allemagne. En plus d'un salaire régulier de 136 marks-or par mois, il perçoit 60 marks-or pour chaque exécution, et 50 marks-or pour chacun de ses agents. À la fin de la République de Weimar, Gröpler n'a que quelques ordres d'exécution. Mais leur nombre s'accroît avec la prise de pouvoir par les nazis en 1933 : Gröpler renouvelle son contrat annuel avec un salaire de 1 500 Reichsmarks par an et des honoraires de 50 RM par exécution. Le fait que Gröpler ait effectué le salut nazi lors des exécutions lui a valu un avertissement de s'abstenir de telles pratiques.
Le 2 juillet 1931, le tueur en série allemand Peter Kürten, âgé de 48 ans, qui se décrivait autrefois comme le vampire de Düsseldorf et comme un animal sauvage, est guillotiné par Carl Gröpler à la prison de Cologne, Klingelpütz (de). La guillotine qu'il avait ramené de Magdebourg n'avait pas servi depuis cinq ans. Time mentionne le 13 juillet 1931 : « Herr Groepler, un individu solide dont la profession l'oblige à mener une existence plutôt asociale, quitte sa confortable maison de Magdebourg la semaine dernière avec un sac d'outils et un rouleau de corde neuve. Il prit le train pour la prison d'État prussienne de Klingelpuetz, près de Cologne. Dans la cour de la prison, il disparut dans un hangar poussiéreux et délabré. Les prisonniers dans leurs cellules l'entendaient marteler, marteler, limer du métal à longueur de journée. ».
L'une des dernières exécutions à la hache est celle de la baronne Benita von Falkenhayn et de son amie Renate von Natzmer (en). Les deux, condamnées par le tribunal populaire pour espionnage, sont décapitées par Gröpler le 18 février 1935 à la Prison de Plötzensee.
Carl Gröpler a effectué au moins 144 exécutions au cours de ses 30 années de service. En 1937, il est contraint de prendre sa retraite. Il est remplacé par son assistant, l'équarrisseur Ernst Reindel de Gommern.
En 1945, il est arrêté par l'armée rouge à sa résidence de Magdebourg, probablement pour lui faire payer son rôle dans l'exécution de plusieurs militants communistes à la maison d'arrêt de Hambourg (de) en 1934,. Il meurt le 30 janvier 1946 à la prison de Halle.

## Exécutions notables
- 27 août 1921 : Friedrich Schumann, tueur en série[11]
- 15 avril 1925 : Fritz Haarmann, tueur en série
- 17 novembre 1925 : Fritz Angerstein (en), tueur de masse[12]
- 2 juillet 1931 : Peter Kürten, tueur en série
- 9 mai 1933 : Ernst Reins (de), meurtrier, premier condamné à mort exécuté à Berlin sous le Troisième Reich[13]
- 18 février 1935 : Benita von Falkenhayn et Renate von Natzmer, espionnes
- 23 mai 1936 : Adolf Seefeldt (en), tueur en série